# Ardipithecus
Ардипитекус (лат. Ardipithecus) је изумрли род примата из веома ране фазе развоја хоминида. Литература га дели у две врсте: Ардипитекус рамидус (лат. Ardipithecus ramidus) који је живео пре око 4,4 милиона година у доба раног Плиоцена и Ардипитекус кадаба (лат. Ardipithecus kadabba) који се датује у пре око 5,6 милиона година, у доба касног Миоцена.
Сматрају се давним претком човека и претходником аустралопитекуса. Према отркивеном остеолошком материјалу претпоставља се да су ходали усправно.
Фосили су откривени у Етиопији у пустињи Афар, на локалитету Арамис, 74 km удељаном од места где је откривен чувени аустралопитекус Луси.

## Арди
Ардипитекус рамидус је откривен у септембру 1994. године у слоју између два вулканска стратума, према којима је датован у пре око 4,4 милиона година. Име потиче из афарског језика на коме Арди значи земља, а рамид корен.
Тим Вајт, амерички палеонтолог и биолог који је са Доналдом Џохансоном открио Луси, пронашао 17 фрагмената фосила рамидуса у Афар депресији у средњем току Аваша у Етиопији. Очувано је 45% скелетног материјала.
Запремина мозга Ардипитекус рамидуса била је између 300 и 350 cm³, што је запремина слична оној коју имају шимпанзе и чини само 25% запремине мозга савременог човека.
У октобру 2009. године објављено је откриће готово комплетно очуваног женског скелета овог фосила који је добио надимах Арди. Иако је откривена 1994. године палеонтолозима је било потребно 15 година да потврде датовање налаза. Сматра се да је Арди старија око милион година од Луси и да је живела пре око 4,4 милиона година. Била је ниског раста (око 120 центиметара) и тежине око 50 килограма.